# Astacilloechus ingolfi
Astacilloechus ingolfi là một loài chân đều trong họ Cabiropidae. Loài này được Hansen miêu tả khoa học năm 1916.